# Salmivaara (kulle i Finland, Norra Österbotten)
Salmivaara är en kulle i Finland.   Den ligger i den ekonomiska regionen  Koillismaa ekonomiska region  och landskapet Norra Österbotten, i den nordöstra delen av landet, 700 km norr om huvudstaden Helsingfors. Toppen på Salmivaara är 299 meter över havet. Salmivaara ingår i Haapovaarat.
Terrängen runt Salmivaara är platt, och sluttar österut. Runt Salmivaara är det mycket glesbefolkat, med 2 invånare per kvadratkilometer. Närmaste större samhälle är Kuusamo, 11,1 km norr om Salmivaara. 